# Hasan Şaş
Hasan Gökhan Şaş (ur. 1 sierpnia 1976 w Karataş) – turecki piłkarz występujący na pozycji pomocnika lub napastnika.

## Kariera klubowa
Hasan Şaş zawodową karierę rozpoczynał w 1995 roku w MKE Ankaragücü, do którego trafił z klubu Adana Demirspor. W debiutanckim sezonie dla drużyny z Ankary Turek rozegrał dziewiętnaście ligowych pojedynków, a w kolejnych rozgrywkach grywał już znacznie częściej. Łącznie dla Ankaragücü Şaş zaliczył 80 występów w pierwszej lidze i strzelił dziewięć goli. W 1998 roku podpisał kontrakt z Galatasaray SK. W jego barwach zadebiutował 8 sierpnia w wygranym 3:1 meczu przeciwko zespołowi Altay SK.
Już w pierwszym sezonie występów w nowym klubie Şaş wywalczył mistrzostwo kraju. Sukces ten powtórzył jeszcze cztery razy – w sezonach 1999/2000, 2001/2002, 2005/2006 oraz 2007/2008. Oprócz tego w 2000 roku Galatasaray pokonując w finale Arsenal F.C. zdobyło Puchar UEFA, a wygrywając z Realem Madryt sięgnęło po Superpuchar Europy. Swojego czasu chęć pozyskania Şasa wyraziło AC Milan i FC Nantes, ale do transferu ostatecznie nie doszło.
Po zakończeniu sezonu 2008/2009 działacze Galatasaray nie przedłużyli kontraktu z Turkiem. Piłkarz otrzymał oferty z wielu innych klubów, między innymi katarskich i arabskich, jednak postanowił zakończyć piłkarską karierę. Dla Galatasaray rozegrał 234 ligowe pojedynki i strzelił 28 goli.

## Kariera reprezentacyjna
Po raz pierwszy do kadry reprezentacji Turcji Şaş został powołany na mecz z Holandią, który został rozegrany 2 kwietnia 1997 roku. W drużynie narodowej zadebiutował jednak dopiero rok później, kiedy to 22 kwietnia wystąpił w przegranym 1:0 pojedynku przeciwko Rosji.
W 2002 roku Şaş został powołany przez Şenola Günesa na mistrzostwa świata. Na mundialu tym Turcy pokonując w meczu o trzecie miejsce Koreę Południową 3:2 wywalczyli brązowy medal. Na azjatyckim turnieju Şaş strzelił dwie bramki – pierwszą w przegranym 2:1 spotkaniu rundy grupowej z Brazylią, a drugą w tej samej fazie mistrzostw w wygranym 3:0 meczu przeciwko Chinom.
Po raz ostatni w reprezentacji Şaş pojawił się 1 marca 2006 roku w zremisowanym 2:2 pojedynku z Czechami. Łącznie dla zespołu narodowego turecki piłkarz rozegrał 40 spotkań i zdobył dwa gole.